# Wycieczka z miasta
Wycieczka z miasta – wiersz autorstwa Jana Nepomucena Kamińskiego z 1843 opisujący zakopiańskie Kuźnice.
Kamiński był drugim po Stanisławie Staszicu poetą, który odwiedził Zakopane dla samych jego walorów i celem zapoznania się z Tatrami. W wierszu po raz pierwszy w polskiej literaturze ujawnił się silny antyurbanizm (miasto – miejsca zabójczej wrzawy i zgiełku). Nastąpiła także sakralizacja piękna gór w wysoce ekspresywnych słowach. Tatry mają być według autora miejscem, z którego światu błogosławi bóg. Wyidealizowano postacie górali i tatrzańską przyrodę. Góry w życiu człowieka winny stanowić symbol najwyższych wartości.